# Estació de Méricourt-Ribemont
L'estació de Méricourt-Ribemont és una estació ferroviària situada al municipi francès de Méricourt-l'Abbé, a prop de Ribemont-sur-Ancre (al departament del Somme).
És servida pels trens del TER Picardie.
| Provinença | Estació anterior | Línia        | Estació següent   | Destinació     |
| ---------- | ---------------- | ------------ | ----------------- | -------------- |
| Amiens     | Heilly           | TER Picardie | Buire-sur-l'Ancre | Lille-Flandres |